# Всемирный центр овощеводства
Всемирный центр овощеводства (англ. World Vegetable Center, каз. Дүниежүзілік көкөніс шаруашылығы Орталығы) — международный некоммерческий институт научных исследований и разработок по борьбе с бедностью и голодом в развивающихся странах мира, разрабатывающий методы увеличения производства и потребления питательных и полезных для здоровья овощей.
Головной офис центра находится в Тайнане, Тайване, а также есть региональные офисы в Бангкоке, Накхонпатхоме, Хайдарабаде, Ташкенте, Аруша, Бамако и в Мессе.
Всемирный центр овощеводства осуществляет деятельность по исследованиям и развитию по четырём глобальным темам: гермоплазма, селекция, производство и потребление овощей.
Центр организовал международные и междисциплинарные объединения общественного и частного секторов в Юго‐восточной Азии, Южной Азии, Африке (к югу от Сахары), в Центральной Азии и Кавказе.